# Esporte Clube Pau Grande
Esporte Clube Pau Grande é uma agremiação esportiva sediada no bairro de Pau Grande, na cidade de Magé, estado do Rio de Janeiro, fundada a 11 de agosto de 1908. O Pau Grande é famoso por ser o primeiro clube de Garrincha. Atualmente disputa competições amadoras.

## História

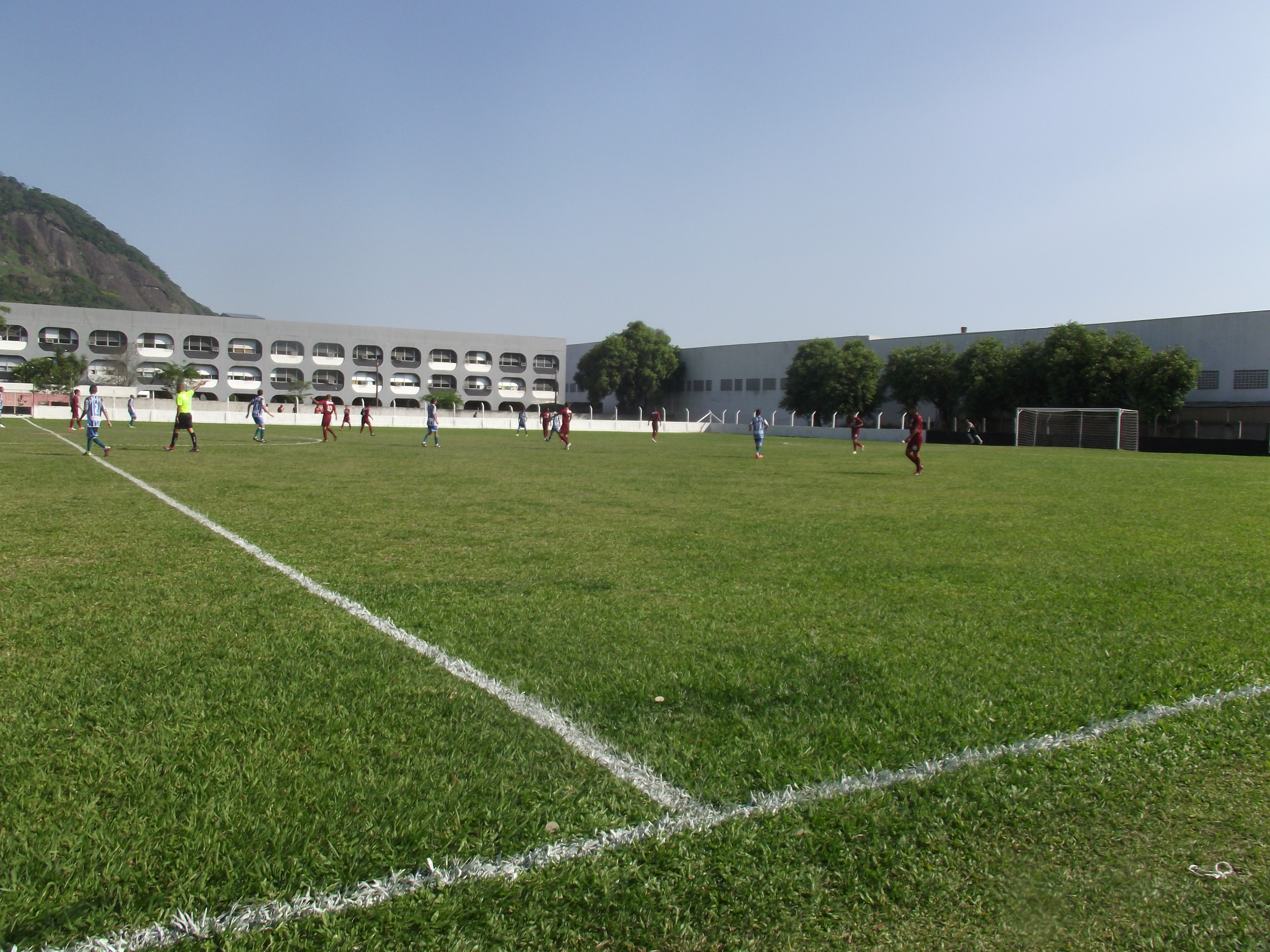
Estádio Mané Garrincha

O Esporte Clube Pau Grande foi fundado por operários de uma fábrica de tecidos que pertencia aos ingleses. Posteriormente a fábrica foi fechada, mas a agremiação continuou com as suas atividades no futebol amador da cidade.
A profissionalização veio, em 1993, quando o alvinegro disputou pela primeira e última vez a Terceira Divisão de Profissionais, com uma campanha regular.
Em 1965, foi campeão do Quarto Centenário de Magé Ao vencer o Guarany, de Santo Aleixo.
Atua atualmente no campeonato amador da Liga Mageense de Desportos. Seu uniforme é branco com listras verticais pretas e calção preto. Sua praça de esportes é o Estádio Mané Garrincha, com capacidade para cerca de 6.000 pessoas.
Em 2009, foi vice-campeão do campeonato mageense, categoria Adultos, ao perder o título, nos pênaltis, para o Andorinha Futebol Clube.

## Títulos
- 1965 - Campeão do quarto centenário mageense (categoria Adultos);
- 1993 - Vice-campeão mageense (categoria adultos);
- 1994 - Campeão mageense (categoria adultos);
- 2001 - Campeão mageense (categoria Adultos);
- 2009 - Vice-campeão mageense (categoria Adultos);
- 2018 - Campeão Mageense ( sub50)

## Estatísticas

### Participações
| Competição          | Temporadas | Melhor campanha   | Estreia | Última | P | R |
| ------------------- | ---------- | ----------------- | ------- | ------ | - | - |
| Série B2 do Carioca | 1          | ? colocado (1993) | 1993    | 1993   | – | – |